# Blot-Sven
Sven-Blot var konge over Sverige omkring 1084-1087, der overtog fra sin kristne svoger, Inge den ældre, der havde nægtet at styre blot ved Uppsala tempel. Sven nævnes ikke
i kongerækken fra Västgötalagen, hvilket indikerer, at han ikke herskede over Västergötland. Ifølge den svenske historiker Adolf Schück så var Blot Sven sandsynligvis den samme person som Håkan Röde, og blev kaldt Blot Swain (en swain der var villig til at udføre blot) som et tilnavn frem for et personligt navn.